# Liste des reprises des chansons des Beatles par d'autres artistes
 (mars 2008).
Si vous disposez d'ouvrages ou d'articles de référence ou si vous connaissez des sites web de qualité traitant du thème abordé ici, merci de compléter l'article en donnant les références utiles à sa vérifiabilité et en les liant à la section « Notes et références ».
Voici une liste de reprises de chansons des Beatles.
- Haut – A
- B
- C
- D
- E
- F
- G
- H
- I
- J
- K
- L
- M
- N
- O
- P
- Q
- R
- S
- T
- U
- V
- W
- X
- Y
- Z

## 0-9
- The 5th Dimension
  - Ticket to Ride (album The Magic Garden, 1967)
- 801
  - Tomorrow Never Knows (album 801 Live, 1976)

## A
- Aerosmith
  - Come Together (bande originale Sgt. Pepper's Lonely Hearts Club Band, 1978) — no 23 aux États-Unis[1]
  - Helter Skelter (compilation Pandora's Box, 1991, enregistré en 1975)
  - I'm Down (album Permanent Vacation, 1987)
- Ambrosia
  - Magical Mystery Tour (bande originale All This and World War II, 1976)
- André 3000 (OutKast)
  - All Together Now (2010)
- Arno
  - Drive My Car (album Covers Cocktail, 2008)
- Daniel Ash
  - Day Tripper (album Coming Down (en), 1991)

## B
- Joan Baez
  - Eleanor Rigby (album Joan, 1967)
- Kenny Ball
  - When I'm Sixty-Four (1967) — no 43 au Royaume-Uni[2]
- Bananarama
  - Help! (single, 1989) — no 3 au Royaume-Uni[3]
- Shirley Bassey
  - Something (Something, 1970) — no 4 au Royaume-Uni[4], no 55 aux États-Unis[5]
- The Beach Boys
  - I Should Have Known Better (album Beach Boys' Party!, 1965)
  - You've Got to Hide Your Love Away (album Beach Boys' Party!, 1965)
- The Beau Brummels
  - Yesterday (album Beau Brummels '66, 1966)
  - You've Got to Hide Your Love Away (album Beau Brummels '66, 1966)
- Bee Gees
  - Golden Slumbers (bande originale All This and World War II, 1976)
  - Carry That Weight (bande originale All This and World War II, 1976)
  - She Came in Through the Bathroom Window (bande originale All This and World War II, 1976)
  - Sun King (bande originale All This and World War II, 1976)
  - Sgt. Pepper's Lonely Hearts Club Band (bande originale Sgt. Pepper's Lonely Heats Club Band, 1977)
- Adrian Belew
  - Free as a Bird (album Belew Prints: The Acoustic Adrian Belew, Vol. 2, 1998)
  - If I Fell (album The Acoustic Adrian Belew, 1993)
  - I'm Down (album Twang Bar King, 1983)
- Billy J. Kramer & the Dakotas
  - Do You Want to Know a Secret (single, 1963) — no 2 au Royaume-Uni[6]
- Boyz II Men
  - Yesterday (album II, 1994)
- Billy Bragg et Cara Tivey
  - She's Leaving Home (Sgt. Pepper Knew My Father, 1988) — no 1 au Royaume-Uni[7]
- Gary Brooker
  - Old Brown Shoe (Concert for George, 2002)
- Brothers Johnson
  - Hey Jude (bande originale All This and World War II, 1976)
- Big Time Rush (bande originale de Big Time Movie)
  - Help!, We Can Work It Out, Can't Buy Me Love, A Hard Day's Night
- Bono
  - I'm the Walrus (film Across the Universe, 2007)

## C
- Candy Flip
  - Strawberry Fields Forever (single, 1990) — no 3 au Royaume-Uni[8]
- Brandi Carlile
  - All You Need Is Love (album XOBC, 2010)
- The Carpenters
  - Help! (album Close to You, 1970)
  - Ticket to Ride (album Ticket to Ride, 1970) — no 54 aux États-Unis
- Clarence Carter
  - Let It Be (album Patches, 1970)
- Rosanne Cash
  - I Don't Want to Spoil the Party (album Hits 1979-1989, 1989) — no 1 aux États-Unis (Hot Country Songs)[9]
- David Cassidy
  - Please Please Me (album Cassidy Live!, 1974) — no 16 au Royaume-Uni[10]
- Peter Cetera
  - It's Only Love (album Another Perfect World, 2001)
- Ray Charles
  - Yesterday (album Ray Charles Invites You to Listen, 1967) — no 25 aux États-Unis, no 44 au Royaume-Uni[11]
  - Eleanor Rigby (album A Portrait of Ray, 1968) — no 35 aux États-Unis, no 36 au Royaume-Uni[12]
  - Let It Be (album True to Life (en), 1977)
- Eric Clapton
  - If I Needed Someone (Concert for George, 2002)
- Cliff Bennett and the Rebel Rousers
  - Got to Get You into My Life (single, 1966) — no 6 au Royaume-Uni[13]
- Richard Cocciante
  - Michelle (bande originale All This and World War II, 1976)
- Joe Cocker
- Come Together (film Across the Universe, 2007)
  - With a Little Help from My Friends (album With a Little Help from My Friends, 1968) — no 1 au Royaume-Uni[14], no 68 aux États-Unis
  - She Came In Through the Bathroom Window (album Joe Cocker!, 1969) — no 30 aux États-Unis[15]
  - Something (album Joe Cocker!, 1969)
- Judy Collins
  - In My Life (album In My Life, 1966)
- [Coroner (groupe de musique)|Coroner]
  - I Want You (She's So Heavy) (album Coroner, 1995)
- Lol Coxhill
  - I Am the Walrus (album Ear of the Beholder , 1970)
- Sheryl Crow
  - Here Comes the Sun

## D
- Deep Purple
  - Help! (album Shades of Deep Purple, 1968)
  - We Can Work It Out (album The Book of Taliesyn, 1969)
- Lynsey de Paul
  - Because (bande originale All This and World War II, 1976)
- Fats Domino
  - Lady Madonna (album Fats Is Back, 1968) — no 100 aux États-Unis[16]

## E
- Earth, Wind and Fire
  - Got to Get You Into My Life (single, 1978) – no 1 aux États-Unis
- Electric Light Orchestra
  - Day Tripper (album The Night the Light Went On (In Long Beach), 1974)
- David Essex
  - Yesterday (bande originale All This and World War II, 1976)

## F
- Bryan Ferry
  - You Won't See Me (album These Foolish Things, 1973)
  - She's Leaving Home (bande originale All This and World War II, 1976)
- Ferry Aid
  - Let It Be (single, 1987) — no 1 au Royaume-Uni[17]
- Ella Fitzgerald
  - Can't Buy Me Love (album Hello, Dolly!, 1964)
  - A Hard Day's Night (album Ella in Hamburg, 1965)
  - Hey Jude (album Sunshine of Your Love, 1969)
  - Got to Get You into My Life (album Ella, 1969)
  - Savoy Truffle (album Ella, 1969)
  - Something (album Ella à Nice, 1971)
- The Four Seasons
  - We Can Work It Out (bande originale All This and World War II, 1976)
- Peter Frampton
  - With The Little Help From My Friends (bande originale Sgt. Pepper's Lonely Hearts Club Band, 1977)
- Aretha Franklin
  - Eleanor Rigby (single, 1969) — no 17 aux États-Unis
  - Let it Be (album This Girl's in Love with You (en), 1970)
  - The Long and Winding Road (album Young, Gifted and Black (en), 1972)

## G
- Peter Gabriel
  - Strawberry Fields Forever (bande originale All This and World War II, 1976)
- The Georgia Satellites
  - Don't Pass Me By
- Robin Gibb
  - Oh! Darling (bande originale Sgt. Pepper's Lonely Hearts Club Band, 1978) — no 15 aux États-Unis
- Henry Gross
  - Help! (bande originale All This and World War II, 1976)

## H
- Steve Harley and Cockney Rebel
  - Here Comes the Sun (Love's a Prima Donna, 1976) — no 10 au Royaume-Uni
- Emmylou Harris
  - For No One (album Pieces of the Sky, 1975)
  - Here, There and Everywhere (album Elite Hotel, 1975)
- Jimi Hendrix
  - Sgt. Pepper's Lonely Hearts Club Band (coffret Stages, 1991)
  - Day Tripper (album BBC Sessions, 1998)
- The Hoodoo Gurus
  - Everybody's Got Something to Hide Except Me and My Monkey
  - A Hard Day's Night
- The Hollies
  - If I Needed Someone (single, 1965) — no 20 au Royaume-Uni[18]
- Humble Pie
  - We Can Work It Out (album Street Rats, 1975)
  - Rain (album Street Rats, 1975)
  - Drive My Car (album Street Rats, 1975)

## J
- Michael Jackson
  - Come Together (album HIStory, 1995)
- Joniece Jamison
  - With a Little Help from My Friends (album Nuances gospel, 2007)
  - Let It Be (album Nuances gospel, 2007)
- Billy Joel
  - Back in the U.S.S.R. (album Концерт, 1987)
- Elton John
  - Get Back (album 17-11-70, 1971)
  - Lucy in the Sky with Diamonds (single, 1974) — no 1 aux États-Unis[19], no 10 au Royaume-Uni[20]
- Tom Jones
  - All You Need Is Love (single, 1994) — no 19 au Royaume-Uni

## K
- Kansas
  - Eleanor Rigby (album Always Never the Same, 1998)
- King Crimson
  - Free as a Bird (album Vrooom Vrooom, 2000)
- Kin Ping Meh
  - Come Together
  - Help!
  - Something

## L
- Frankie Laine
  - Maxwell's Silver Hammer (bande originale All This and World War II, 1976)
- Jeff Lynne
  - With a Little Help from My Friends (bande originale All This and World War II, 1976)
  - Nowhere Man (bande originale All This and World War II, 1976)
  - The Inner Light (Concert for George, 2002) — avec Anoushka Shankar
  - I Want to Tell You (Concert for George, 2002)

## M
- Will Malone & Lou Reizner
  - You Never Give Me Your Money (bande originale All This and World War II, 1976)
- The Mamas & the Papas
  - I Call Your Name (album If You Can Believe Your Eyes and Ears, 1966)
- The Marmalade
  - Ob-La-Di, Ob-La-Da (single, 1968) — no 1 au Royaume-Uni
- Carmen McRae
  - And I Love Him (album The 1964 Orchestra Recordings, 1964)
  - Got to Get You into My Life (album For Once In My Life, 1967)
  - Yesterday (album Live At Century Plaza, 1975)
- Bette Midler
  - In My Life (bande originale For The Boys, 1991)
- Keith Moon
  - In My Life (album Two Sides of the Moon, 1975)
  - When I'm Sixty-Four (bande originale All This and World War II, 1976)
- Mötley Crüe
  - Helter Skelter (album Shout at the Devil, 1983)
- Anne Murray
  - You Won't See Me (album Love Song, 1974) — no 8 aux États-Unis
  - Day Tripper (album Highly Prized Possession, 1974) — no 59 aux États-Unis
  - I'm Happy Just to Dance with You (album Somebody's Waiting, 1980) — no 64 aux États-Unis

## N
- Harry Nilsson
  - Mother Nature's Son (album The Best Of Nilsson, 1988)
- Noir Désir
  - Helter Skelter (live, En route pour la joie, 2000)
  - I want you

## O
- Oasis
  - I Am the Walrus (face B du single Cigarettes and Alcohol, 1994)
  - Helter Skelter (face B du single Who Feels Love?, 2000)
- Odeurs
  - I want to hold your hand (album Ramon Pipin's Odeurs,1979)
- The Overlanders
  - Michelle (single, 1966) — no 1 au Royaume-Uni
- Ozzy Osbourne
  - In My Life (album Under Cover, 2005)

## P
- Pain
  - Eleonore Rigby (album Nothing Remains The Same, 2002)
- Dolly Parton
  - Help! (album Great Balls of Fire, 1979)
- Wilson Pickett
  - Hey Jude (album Hey Jude, 1968) — no 16 au Royaume-Uni, no 23 aux États-Unis
- Pink Fairies
  - I Saw Her Standing There (album What a Bunch of Sweeties, 1972)
- Elvis Presley
  - Yesterday (album On Stage, 1970)
  - Hey Jude (album Elvis Now, 1972)
  - Something (album Aloha From Hawaii : Via Satellite, 1973)
- Procol Harum
  - Eight Days a Week (album Procol's Ninth, 1975)

## R
- Helen Reddy
  - The Fool on the Hill (bande originale All This and World War II, 1976)
- The Residents
  - Hitler Was a Vegetarian (album The Third Reich 'n' Roll, 1976) s'achève sur une reprise instrumentale de la mélodie de Hey Jude.
  - Le single The Beatles Play the Residents and the Residents Play the Beatles (1977) inclut en face A un collage de nombreuses chansons des Beatles intitulé Beyond the Valley of a Day in the Life, et en face B une reprise de l'instrumental Flying.
- Todd Rundgren
  - Rain (album Faithful, 1976)
  - Strawberry Fields Forever (album Faithful, 1976)

## S
- Leo Sayer
  - I Am the Walrus (bande originale All This and World War II, 1976)
  - Let It Be (bande originale All This and World War II, 1976)
  - The Long and Winding Road (bande originale All This and World War II, 1976)
- Peter Sellers
  - A Hard Day's Night (single, 1965) — no 14 au Royaume-Uni
- Del Shannon
  - From Me to You (single, 1963) — no 77 aux États-Unis
- Carly Simon
  - Blackbird (album Into White, 2007)
- Nina Simone
  - Here Comes the Sun (album Here Comes the Sun, 1971)
- Frank Sinatra
  - Yesterday (album My Way, 1969)
- Nancy Sinatra
  - Day Tripper (album Boots, 1966)
  - Run for Your Life (album Boots, 1966)
- Siouxsie and the Banshees
  - Dear Prudence (single, 1983) — no 3 au Royaume-Uni
  - Elliott Smith
  - Because (BO de American Beauty)
- Spooky Tooth
  - I Am the Walrus
- Status Quo
  - Getting Better (bande originale All This and World War II, 1976)
- Rod Stewart
  - Get Back (bande originale All This and World War II, 1976)
  - In My Life (album Every Beat of My Heart, 1986)
- Suggs
  - I'm Only Sleeping (album The Lone Ranger, 1995) — no 7 au Royaume-Uni[21]
- The Supremes
  - A Hard Day's Night (album A Bit of Liverpool, 1964)
  - You Can't Do That (album A Bit of Liverpool, 1964)
  - Can't Buy Me Love (album A Bit of Liverpool, 1964)
  - I Want to Hold Your Hand (album A Bit of Liverpool, 1964)
  - Yesterday (album I Hear a Symphony, 1966)
  - Come Together (album New Ways but Love Stays, 1970)

## T
- The Inmates.... "Meet The Beatles" (live in Paris en 1987)
- The Temptations
  - Hey Jude (album Puzzle People, 1969)
- Thompson Twins
  - Revolution (album Here's to Future Days, 1985) — no 56 au Royaume-Uni
- Tiffany
  - I Saw Him Standing There (album Tiffany, 1988) — no 7 aux États-Unis[22], no 8 au Royaume-Uni[23]
- Tom Petty and the Heartbreakers
  - Taxman (Concert for George, 2002)
  - I Need You (Concert for George, 2002)
- The Tubes
  - I Saw Her Standing There (album What Do You Want from Live, 1978)
- Ike et Tina Turner
  - Come Together (album Come Together, 1970) — no 57 aux États-Unis
  - Get Back (album Workin' Together, 1971)
  - Let It Be (album Workin' Together, 1971)
- Tina Turner
  - Come Together (bande originale All This and World War II, 1976)
  - Help! (album Private Dancer, 1984) — no 40 aux États-Unis)

## U
- U2
  - Helter Skelter (album Rattle and Hum, 1988)
- Underground Sunshine
  - Birthday (single, 1969) — no 26 aux États-Unis

## V
- Frankie Valli
  - A Day in the Life (bande originale All This and World War II, 1976)
- Vanilla Fudge
  - Eleanor Rigby (album Vanilla Fudge, 1967)
  - Ticket to Ride (album Vanilla Fudge, 1967)
  - Medley : I Want to Hold Your Hand / I Feel Fine / Day Tripper / She Loves You (album The Beat Goes On, 1968)
- Caetano Veloso
  - Eleanor Rigby (album Qualquer Coisa (en), 1975)
  - For No One (album Qualquer Coisa, 1975)
  - Lady Madonna (album Qualquer Coisa, 1975)
- Velvet Opera
  - Eleanor Rigby

## W
- Rick Wakeman
  - Blackbird (album Tribute, 1997)
  - Come Together (album Tribute, 1997)
  - Eleanor Rigby (album Tribute, 1997)
  - The Fool on the Hill (album Tribute, 1997)
  - The Help Trilogy (album Tribute, 1997)
  - Norwegian Wood (album Tribute, 1997)
  - She's Leaving Home (album Tribute, 1997)
  - Things We Said Today (album Tribute, 1997)
  - We Can Work It Out (album Tribute, 1997)
  - While My Guitar Gently Weeps (album Tribute, 1997)
  - You've Got to Hide Your Love Away (album Tribute, 1997)
- Wet Wet Wet
  - With a Little Help from My Friends (album Sgt. Pepper Knew My Father, 1988)
  - Yesterday (single, 1997) — no 4 au Royaume-Uni
- Stevie Wonder
  - We Can Work It Out (album Signed, Sealed and Delivered, 1971) — no 27 au Royaume-Uni, no 13 aux États-Unis
- Roy Wood
  - Lovely Rita (bande originale All This and World War II, 1976)
  - Polythene Pam (bande originale All This and World War II, 1976)
- Wu-Tang Clan
  - The Heart Gently Weeps, reprise de While My Guitar Gently Weeps (album 8 Diagrams, 2007)

## Y
- The Young Idea
  - With a Little Help from My Friends (single, 1967) — no 10 au Royaume-Uni[24]
- Yes
  - Every Little Thing (album Yes, 1969)